# Saskatoon-Sud
Circonscription électorale fédérale du Canada

Saskatoon-Sud ((en) Saskatoon South) (auparavant Saskatoon—Grasswood (2015-2025)) est une circonscription électorale fédérale canadienne dans la province de la Saskatchewan depuis 2015. 

## Géographie
Elle est créée en 2012 à partir des circonscriptions de Blackstrap et Saskatoon—Humboldt, entourant les quartiers au sud de la ville de Saskatoon.
Les circonscriptions limitrophes sont Saskatoon-Ouest, Saskatoon—University, Moose Jaw—Lake Centre—Lanigan et Sentier Carlton—Eagle Creek.

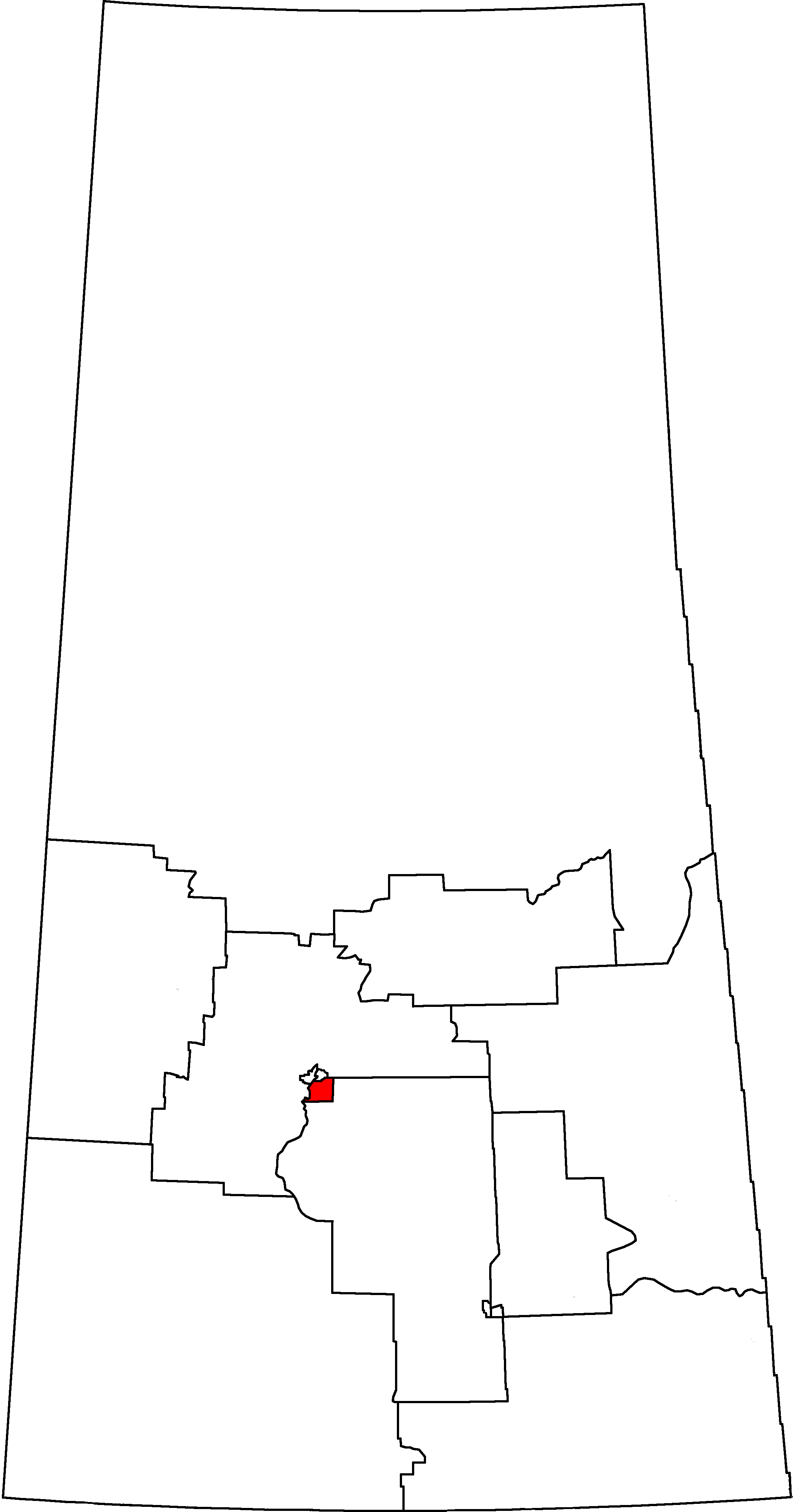
2015 (Saskatchewan)
2015 (Saskatoon)
2023

## Députés
| Législature                                                   | Années                                                        | Député                                                        | Député                                                        | Parti                                                         |
| Saskatoon—Grasswood issue de Blackstrap et Saskatoon—Humboldt | Saskatoon—Grasswood issue de Blackstrap et Saskatoon—Humboldt | Saskatoon—Grasswood issue de Blackstrap et Saskatoon—Humboldt | Saskatoon—Grasswood issue de Blackstrap et Saskatoon—Humboldt | Saskatoon—Grasswood issue de Blackstrap et Saskatoon—Humboldt |
| ------------------------------------------------------------- | ------------------------------------------------------------- | ------------------------------------------------------------- | ------------------------------------------------------------- | ------------------------------------------------------------- |
| 42e                                                           | 2015–2019                                                     |                                                               | Kevin Waugh                                                   | Conservateur                                                  |
| 43e                                                           | 2019–2021                                                     |                                                               | Kevin Waugh                                                   | Conservateur                                                  |
| 44e                                                           | 2021–2025                                                     |                                                               | Kevin Waugh                                                   | Conservateur                                                  |
| Saskatoon-Sud                                                 |                                                               |                                                               |                                                               |                                                               |
| 45e                                                           | 2025–Présent                                                  |                                                               | Kevin Waugh                                                   | Conservateur                                                  |

## Résultats électoraux
Modèle:Élection générale canadienne de 2025 — Saskatoon-Sud
|       | Candidat               | Parti        | # de voix | % des voix |
|       | Kevin Waugh            | Conservateur | +19 166,  | 41,59 %    |
|       | Tracy Muggli           | Libéral      | +12 165,  | 26,4 %     |
|       | Scott Bell             | NPD          | +13 909,  | 30,18 %    |
|       | Mark Bigland-Pritchard | Vert         | +00846,   | 1,84 %     |
| Total | Total                  | Total        | 46 086    | 100 %      |